# تاينيت

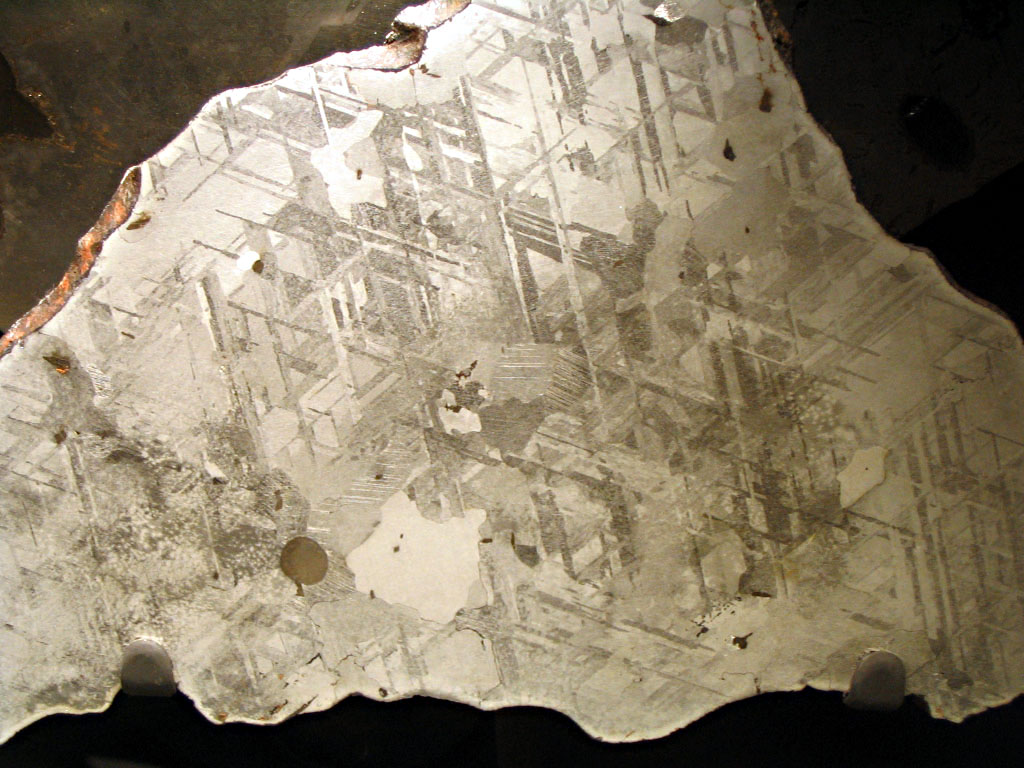
كاماسيت مختلط مع تاينيت في أحد النيازك المحفوظة في متحف التاريخ الطبيعي في لندن.

 التاينيت  هو معدن عثر عليه في النيازك الحديدية. وهو سبيكة من الحديد النيكل، وهو يحتوي على النيكل بنسبة 20 % إلى 65 %. يمثل التاينيت جزءاً أساسياً من تركيب النيازك الحديدية، وهو يتواجد فيها مختلطاً مع الكاماسيت.
التاينيت معتم، لونه رمادي معدني يميل إلى اللون الأبيض. كثافته تبلغ حوالي 8 جم/سم3، وصلادة تتراوح بين 5-5.5، وهو مغناطيسي.
عثر عليه في الأرجنتين وأستراليا وولاية أريزونا الأمريكية وفي مدينة الزرقاء في الأردن.